# شارلوت ريتشي
شارلوت ريتشي (بالإنجليزية: Charlotte Ritchie)‏ هي مغنية وممثلة بريطانية، ولدت في 29 أغسطس 1989 في كلافام ‏ في المملكة المتحدة.

## وصلات خارجية
- شارلوت ريتشي على موقع IMDb (الإنجليزية)
- شارلوت ريتشي على موقع روتن توميتوز (الإنجليزية)
- شارلوت ريتشي على موقع ألو سيني (الفرنسية)
- شارلوت ريتشي على موقع ميوزك برينز (الإنجليزية)
- شارلوت ريتشي على موقع أول موفي (الإنجليزية)
- شارلوت ريتشي على موقع قاعدة بيانات الفيلم (الإنجليزية)
- شارلوت ريتشي على موقع كينوبويسك (الروسية)